# Giro delle Fiandre 1924
Il Giro delle Fiandre 1924, ottava edizione della corsa, fu disputato il 18 marzo 1924, per un percorso totale di 284 km. Fu vinto dal belga Gerard Debaets, al traguardo con il tempo di 10h00'19", alla media di 28,380 km/h, davanti ai connazionali René Vermandel e Félix Sellier.
I ciclisti che partirono da Gand furono 63 mentre coloro che tagliarono il traguardo, sempre a Gand, furono 17.

## Ordine d'arrivo (Top 10)
| Pos. | Corridore         | Squadra        | Tempo     |
| ---- | ----------------- | -------------- | --------- |
| 1    | Gerard Debaets    | Labor          | 10h00'19" |
| 2    | René Vermandel    | Alcyon-Dunlop  | a 20"     |
| 3    | Félix Sellier     | Alcyon-Dunlop  | a 31"     |
| 4    | Paul Deman        | La Française   | a 41"     |
| 5    | Jules Van Hevel   | Wonder-Rusell  | a 5'00"   |
| 6    | Nicolas Frantz    | Thomann-Dunlop | s.t.      |
| 7    | Denis Verschueren | Wonder-Rusell  | a 20'00"  |
| 8    | Maurice De Waele  | Wonder-Rusell  | a 33'00"  |
| 9    | Jules Matton      | Thomann-Dunlop | s.t.      |
| 10   | Hilaire Hellebaut | Wonder-Rusell  | s.t.      |